# Bailando por un sueño (Argentina)
Bailando (anteriormente llamado Bailando por un sueño —desde el 2006 al 2010 y en el 2018—  y Súper Bailando —en 2019—) es un programa de telerrealidad argentino de baile que fue estrenado el 17 de abril de 2006 en Canal 13. Es la versión argentina del reality show de baile mexicano Bailando por un sueño y una de las varias iteraciones de la franquicia.
El formato del programa consiste en parejas formadas por una personalidad del mundo del espectáculo y un bailarín aficionado («soñador») y competían para demostrar sus habilidades en varios estilos de baile con el fin de concretar un «sueño» o causa conjunto de índole personal o humanitaria. Sin embargo, desde la sexta temporada realizada en 2010, el espectáculo introdujo a bailarines profesionales, quienes junto a sus celebridades, representaban a una organización benéfica. Varios «soñadores» de primeras temporadas regresaron como profesionales en años posteriores. Las parejas contaban con la asesoría de coreógrafos expertos, que se encargaban de montar los números bailables que se presentarían en cada ronda. Estas coreografías eran calificadas por un jurado y las parejas con las puntuaciones más bajas se enfrentan a un «duelo de baile» (desde la cuarta edición) y/o «duelo telefonico». En cada ronda se elimina una pareja a través de llamadas telefónicas y mensajes de texto de la audiencia, hasta que una pareja es coronada campeona.
El programa es presentado y dirigido por Marcelo Tinelli desde su inicio. En marzo de 2023, se anunció que a partir de la temporada 15, el concurso de baile pasaría de ser transmitido de Canal 13 a América. Desde el 2006 al 2016, se ha emitido desde los estudios de Ideas del Sur, ubicado en Capital Federal. Desde el 2017 al 2019, el programa se trasladó a los estudios de La Corte, ubicado en Chacarita. En 2021, las transmisiones tuvieron lugar desde los Estudios Baires, ubicados en el partido de Tigre. En la actualidad, el programa se emite en vivo y en directo desde los Estudios Cuyo, ubicado en Martínez.
Desde el 2006 al 2017, el programa fue producido por Ideas del Sur. A partir del 2018, LaFlia Contenidos se encargó de la producción del reality show.
Por sus altas cifras de audiencia, las polémicas surgidas en la pista de baile, la cantidad de tiempo en pantalla y el impacto en la cultura popular argentina lo han convertido en el reality más importante de la historia de la televisión argentina.

## Historia y concepto
Strictly Come Dancing, fue un programa británico, cuyo formato fue vendido internacionalmente con el nombre de Dancing with the Stars. En 2005, la empresa Televisa compró los derechos para desarrollar su propia versión.
Debido al éxito mexicano, la productora argentina Ideas del Sur, se hizo con el formato. El éxito fue inmediato, de modo que la producción lo adaptó a otros géneros, como el canto ("Cantando por un sueño"), el patinaje artístico sobre hielo ("Patinando por un sueño") y el musical ("El musical de tus sueños"), así como también una edición infantil ("Bailando por un sueño Kids"). También se realizó otro formato similar al musical denominado "la academia".

## Elenco

### Presentador
Marcelo Tinelli ha sido el conductor desde el estreno del programa en 2006. Actualmente, Marcela Feudale, Raúl «Larry DeClay» Biaggioni, Jorge «Carna» Crivelli y Walter «Chino» D'Angelo son acreditados como locutores (en voz en off). Estos acompañan a Tinelli en cada transmisión, interactuando con él y agregando experiencias de comedia en vivo, generalmente riendo o expresando comentarios divertidos durante el programa.

### Jurado titular
El jurado ha incluido a varias estrellas del mundo del espectáculo argentino; la mayoría de ellas asociadas al mundo de la danza, la música, la actuación o el periodismo. El número de integrantes ha variado en las distintas temporadas. En las primeras cinco temporadas estuvo conformado por cuatro miembros. En la sexta temporada, se agregó un quinto integrante. En la octava temporada, aumentó a seis jueces; de igual forma, a mitad de esta temporada el juez Antonio Gasalla se retiró del programa, volviendo a contar con cinco jueces en total. Desde la novena temporada, el número de evaluadores vuelve a ser cuatro. El programa también cuenta con jueces invitados (entre ellos, exparticipantes o exjurados) cuando los «titulares» no están disponibles.

### Línea de tiempo del elenco
Clave de color:
| Presentador | Juez titular | Juez invitado | BAR | Concursante | Profesional | Coreógrafo | Juez retirado |

| Miembro del elenco   | Temporadas | Temporadas | Temporadas | Temporadas | Temporadas | Temporadas | Temporadas | Temporadas | Temporadas | Temporadas | Temporadas | Temporadas | Temporadas | Temporadas | Temporadas |
| Miembro del elenco   | 1          | 2          | 3          | 4          | 5          | 6          | 7          | 8          | 9          | 10         | 11         | 12         | 13         | 14         | 15         |
| -------------------- | ---------- | ---------- | ---------- | ---------- | ---------- | ---------- | ---------- | ---------- | ---------- | ---------- | ---------- | ---------- | ---------- | ---------- | ---------- |
| Miembros actuales    |            |            |            |            |            |            |            |            |            |            |            |            |            |            |            |
| Marcelo Tinelli      |            |            |            |            |            |            |            |            |            |            |            |            |            |            |            |
| Marcelo Polino       |            |            |            |            |            |            |            |            |            |            |            |            |            |            |            |
| Ángel de Brito       |            |            |            |            |            |            |            |            |            |            |            |            |            |            |            |
| Carolina Ardohain    |            |            |            |            |            |            |            |            |            |            |            |            |            |            |            |
| Moria Casán          |            |            |            |            |            |            |            |            |            |            |            |            |            |            |            |
|                      |            |            |            |            |            |            |            |            |            |            |            |            |            |            |            |
| Miembros antiguos    |            |            |            |            |            |            |            |            |            |            |            |            |            |            |            |
| Aníbal Pachano       |            |            |            |            |            |            |            |            |            |            |            |            |            |            |            |
| Flavio Mendoza       |            |            |            |            |            |            |            |            |            |            |            |            |            |            |            |
| Florencia Peña       |            |            |            |            |            |            |            |            |            |            |            |            |            |            |            |
| Laurita Fernández    |            |            |            |            |            |            |            |            |            |            |            |            |            |            |            |
| Nacha Guevara        |            |            |            |            |            |            |            |            |            |            |            |            |            |            |            |
| Soledad Silveyra     |            |            |            |            |            |            |            |            |            |            |            |            |            |            |            |
| Laura Fidalgo        |            |            |            |            |            |            |            |            |            |            |            |            |            |            |            |
| Graciela Alfano      |            |            |            |            |            |            | [ a ]      |            |            |            |            |            |            |            |            |
| Graciela Alfano      | [ b ]      |            |            |            |            |            |            |            |            |            |            |            |            |            |            |
| Carmen Barbieri      |            |            |            |            |            | [ c ]      | [ d ]      |            |            |            |            |            |            |            |            |
| Carmen Barbieri      | [ e ]      |            |            |            |            | [ c ]      |            |            |            |            |            |            |            |            |            |
| Antonio Gasalla      |            |            |            |            |            |            |            | [ f ]      |            |            |            |            |            |            |            |
| Ricardo Fort (†)     |            |            |            |            |            |            |            |            |            |            |            |            |            |            |            |
| Reina Reech          |            |            |            |            |            |            |            |            |            |            |            |            |            |            |            |
| Gerardo Sofovich (†) |            |            |            |            |            |            |            |            |            |            |            |            |            |            |            |
| Jorge Lafauci        |            |            |            |            |            |            |            |            |            |            |            |            |            |            |            |
| Zulma Faiad          |            |            |            |            |            |            |            |            |            |            |            |            |            |            |            |
| Lourdes Sánchez      |            |            |            |            |            |            |            |            |            |            |            |            |            |            |            |
|                      |            |            |            |            |            |            |            |            |            |            |            |            |            |            |            |
| Mariela Anchipi      |            |            |            |            |            |            |            |            |            |            |            |            |            |            |            |
| Jorge Moliniers      |            |            |            |            |            |            |            |            |            |            |            |            |            |            |            |

Notas
1. ↑  Renunció al programa una vez finalizada la undécima ronda. Fue reemplazada por Carmen Barbieri, quien regresó tras renunciar en la segunda ronda.
2. ↑  Regresó como juez invitada (sustituyó a Barbieri) en las rondas 20 y 21.
3. ↑  Renunció antes de finalizar la decimoséptima ronda y fue reemplazada por Moria Casán.
4. ↑  En la duodécima ronda, regresó al estrado de jueces para ocupar el lugar de Graciela Alfano por el resto de la temporada.
5. ↑  Renunció antes de finalizar la segunda ronda y fue reemplazada por Marcelo Polino por el resto de la temporada.
6. ↑  Renunció al programa una vez finalizada la décima ronda. Tras su partida, la producción decidió mantener el panel de jueces con cinco miembros.

- Aclaración 1: En la sexta edición, Moria Casán (antes de pasar a convertirse en juez titular —en reemplazo de Barbieri—) estuvo en reiteradas ocasiones como jurado invitada reemplazando a los jueces titulares.
- Aclaración 2: En la decimotercera edición, Lourdes Sánchez fue integrante del BAR y, al mismo tiempo, fue participante con Diego Ramos. Entró a la competición como sustituta de Macarena Rinaldi (quién tuvo que retirarse de la competencia antes de que esta iniciara debido una lesión). Esta fue la primera vez en la historia del programa que un participante oficial también ocupa el cargo de evaluador.

#### Jurados invitados
| Miembro del elenco          | Temporadas | Temporadas | Temporadas | Temporadas | Temporadas | Temporadas | Temporadas | Temporadas | Temporadas | Temporadas | Temporadas | Temporadas | Temporadas | Temporadas | Temporadas |
| Miembro del elenco          | 1          | 2          | 3          | 4          | 5          | 6          | 7          | 8          | 9          | 10         | 11         | 12         | 13         | 14         | 15         |
| --------------------------- | ---------- | ---------- | ---------- | ---------- | ---------- | ---------- | ---------- | ---------- | ---------- | ---------- | ---------- | ---------- | ---------- | ---------- | ---------- |
| Florencia de la V           |            |            |            |            |            |            |            |            |            |            |            |            |            |            |            |
| Eugenia López Frugoni       |            |            |            |            |            |            |            |            |            |            |            |            |            |            |            |
| María Laura "Lolo" Rossi    |            |            |            |            |            |            |            |            |            |            |            |            |            |            |            |
| Paula Chaves                |            |            |            |            |            |            |            |            |            |            |            |            |            |            |            |
| Zaira Nara                  |            |            |            |            |            |            |            |            |            |            |            |            |            |            |            |
| Nicole Neumann              |            |            |            |            |            |            |            |            |            |            |            |            |            |            |            |
| Griselda Siciliani          |            |            |            |            |            |            |            |            |            |            |            |            |            | [ a ]      |            |
| Griselda Siciliani          | [ b ]      |            |            |            |            |            |            |            |            |            |            |            |            |            |            |
| Lizy Tagliani               |            |            |            |            |            |            |            |            |            |            |            |            |            |            |            |
| Hugo Ávila                  |            |            |            |            |            |            |            |            |            |            |            |            |            |            |            |
| Lali                        |            |            |            |            |            |            |            |            |            |            |            |            |            |            |            |
| María Vázquez               |            |            |            |            |            |            |            |            |            |            |            |            |            |            |            |
| Mariana Fabbiani            |            |            |            |            |            |            |            |            |            |            |            |            |            |            |            |
| Beto Casella                |            |            |            |            |            |            |            |            |            |            |            |            |            |            |            |
| Jean François Casanovas (†) |            |            |            |            |            |            |            |            |            |            |            |            |            |            |            |
| Eleonora Cassano            |            |            |            |            |            |            |            |            |            |            |            |            |            |            |            |
| Santiago Bal (†)            |            |            |            |            |            |            |            |            |            |            |            |            |            |            |            |
| Silvina Escudero            |            |            |            |            |            |            |            |            |            |            |            |            |            |            |            |
| Luis Ventura                |            |            |            |            |            |            |            |            |            |            |            |            |            |            |            |
| Chiche Gelblung             |            |            |            |            |            |            |            |            |            |            |            |            |            |            |            |
| Diego Maradona (†)          |            |            |            |            |            |            |            |            |            |            |            |            |            |            |            |

Notas
1. ↑  Participó como concursante hasta la undécima ronda, luego abandonó el concurso por motivos laborales y personales.
2. ↑  Regresó al programa, en el ronda 15, para reemplazar momentáneamente a la juez Carolina "Pampita" Ardohain.

### BAR-SM
Para la decimotercera y la decimocuarta edición, el programa incorporó al BAR-SM (Bailando Assistant Referee; en español, árbitro asistente del Bailando) inspirado en el VAR utilizado en el fútbol. 

#### Mecanismo en el Bailando 2018
Este sistema se incluyó en el certamen para evaluar exclusivamente la técnica de baile. Fue integrado por tres bailarines profesionales: la bailarina Lourdes Sánchez, la coreógrafa y bailarina Mariela Anchipi, y el bailarín Jorge Moliniers. En las galas, los integrantes del BAR decidirán, en conjunto, si sumar o restar un punto, o mantener la nota obtenida por parte de los jueces principales. En el duelo, el BAR puede desempatar. En las semifinales y en la final, deliberaron para otorgarle el punto (en cada baile) a una de las parejas. Los integrantes del jurado, los coreógrafos, los jefes de coachs y Marcelo Tinelli pueden solicitarlo y el mismo será aplicado después de la puntuación del jurado.

#### Mecanismo en el Súper Bailando
En esta edición no solo evaluaban la técnica de baile sino también el nivel coreográfico y la ejecución de las actuaciones. Fue integrado por tres figuras del mundo del espectáculo: la bailarina Laura Fidalgo, el director artístico y acróbata Flavio Mendoza, y el director teatral, también bailarín y coreógrafo Aníbal Pachano. En las galas, cada integrante del BAR decidirá si sumar o restar un punto, o mantener la nota obtenida por parte de los jueces principales. En el duelo, el BAR puede desempatar (o en algunas ocasiones, se unieron al jurado titular para deliberar a que pareja salvar). En las semifinales y en la final, cada integrante pudo otorgarle el punto (en cada baile) a una de las parejas. Los integrantes del jurado, los coreógrafos, los jefes de coachs y Marcelo Tinelli pueden solicitarlo y el mismo será aplicado después de la puntuación del jurado.

## Procedimiento de puntuación y votación
En cada baile realizado las parejas son criticadas y puntuadas por cada uno de los jueces en una escala numérica. En cada ronda, un juez tiene el «voto secreto», que no se revela hasta que la ronda haya culminado.
- En las primeras tres temporadas, los jueces evaluaban en una escala del uno al diez a través de «paletas». Las parejas con los dos puntajes más bajos eran enviadas a un «voto popular» donde la gente decidía que pareja continuaba en el certamen; siendo eliminada la pareja con el porcentaje de votos más bajo.
- Desde la cuarta edición, se introdujo la «puntuación mínima», el «duelo de baile» y la «salvación del jurado». En cada ronda, las parejas con que no alcancen una puntuación mínima (preestablecida por la producción) quedarán «sentenciadas». Esas parejas participarán de un «duelo de baile» donde tendrán la posibilidad de repetir la coreografía de la respectiva ronda. Luego, el jurado deberá «salvar» a un determinado número de parejas en función al desempeño en el duelo; hasta que solo queden dos de ellas, que se enfrentarán en el «voto telefónico». La escala numérica (del 1 al 10), el sistema de «paletas» y el método de eliminación siguieron vigentes.
- Desde la novena temporada (hasta la decimocuarta edición), se abandona el sistema de «paletas» para emitir los votos de forma electrónica: cada jurado posee una tableta con una escala numérica (del 1 al 10) para seleccionar la calificación de la performance, cuyo número sale reflejado en una pantalla de cada uno de los estrados.
- En la novena temporada, particularmente en la vigesimosegunda ronda (y por primera y única vez en el concurso), el público se convirtió en el quinto jurado pudiendo puntuar  a cada pareja votando a través del Twitter (la audiencia podía optar entre los hashtags: #MeGustó o #NoMeGustó) en la cuenta oficial del conductor. El porcentaje obtenido definía el puntaje final, que se sumaba al veredicto del jurado.[23]
- Por solicitud del juez Marcelo Polino, desde la décima edición se introdujo el puntaje «0».[24]
- De nuevo por pedido del juez Polino, desde la decimotercera edición se introdujo el puntaje «-1».[25]
- En la decimotercera y decimocuarta edición se incorporó el BAR-SM, un jurado asistente que tiene incidencia sobre la puntuación. 
  - En la temporada 13, los integrantes, en forma conjunta, podían sumar o restar un punto; o mantener la nota.
  - En la temporada 14, cada integrante del BAR podía sumar o restar un punto; o mantener la nota.
- En la decimoquinta edición, se reincorpora el sistema de «paletas» para emitir la puntuación. Además, una vez más por pedido del juez Polino, se introdujo el puntaje «-2».
- En la decimoquinta edición, el «duelo de baile» quedó en desuso. Las parejas «sentenciadas» (quienes no alcanzaban la «puntuación mínima») se enfrentaban directamente a la «salvación del jurado», y en caso de no ser salvadas fueron enviadas al «voto telefónico».

## Temporadas
| Temporada                          | Parejas | Emisión original        | Emisión original         | Emisión original | Primer puesto                     | Segundo puesto                   | Semifinalistas                                   |
| Temporada                          | Parejas | Primera emisión         | Última emisión           | Cadena           | Primer puesto                     | Segundo puesto                   | Semifinalistas                                   |
| ---------------------------------- | ------- | ----------------------- | ------------------------ | ---------------- | --------------------------------- | -------------------------------- | ------------------------------------------------ |
| 1                                  | 8       | 17 de abril de 2006     | 1 de junio de 2006       | Eltrece          | Carmen Barbieri                   | Dady Brieva                      | Jesica Cirio Miguel Ángel Cherutti               |
| 2                                  | 12      | 3 de julio de 2006      | 25 de septiembre de 2006 | Eltrece          | Florencia de la V                 | Emilia Attias                    | María Eugenia Ritó Moria Casán                   |
| 3                                  | 15      | 2 de octubre de 2006    | 21 de diciembre de 2006  | Eltrece          | Carla Conte                       | María Vázquez                    | Laura Fidalgo Ximena Capristo                    |
| 4                                  | 30      | 16 de abril de 2007     | 6 de noviembre de 2007   | Eltrece          | Celina Rucci                      | Paula Robles                     | Florencia de la V Liz Solari                     |
| 5                                  | 39      | 14 de abril de 2008     | 11 de diciembre de 2008  | Eltrece          | Carolina Ardohain                 | Laura Fidalgo                    | Valeria Archimó María Fernanda Callejón          |
| Kids                               | 15      | 7 de mayo de 2009       | 19 de julio de 2009      | Eltrece          | Pedro Maurizi & Candela Rodríguez | Facundo Pérez & Juliana Mansilla |                                                  |
| El Musical                         | 22      | 24 de agosto de 2009    | 17 de diciembre de 2009  | Eltrece          | Silvina Escudero                  | Ricardo Fort                     | Rocío Guirao Díaz María Eugenia Ritó             |
| 6                                  | 29      | 4 de mayo de 2010       | 20 de diciembre de 2010  | Eltrece          | Fabio Moli                        | Paula Chaves                     | Silvina Escudero Vanina Escudero                 |
| 7                                  | 30      | 17 de mayo de 2011      | 22 de diciembre de 2011  | Eltrece          | Hernán Piquín & Noelia Pompa      | Tito Speranza                    | Paula Chaves Coki Ramírez                        |
| 8                                  | 26      | 11 de junio de 2012     | 20 de diciembre de 2012  | Eltrece          | Hernán Piquín & Noelia Pompa      | Magdalena Bravi                  | Paula Chaves & Pedro Alfonso Florencia Peña      |
| 9                                  | 27      | 28 de abril de 2014     | 15 de diciembre de 2014  | Eltrece          | Anita Martínez & Bicho Gómez      | Hernán Piquín & Cecilia Figaredo | Noelia Pompa Jesica Cirio                        |
| 10                                 | 27      | 11 de mayo de 2015      | 21 de diciembre de 2015  | Eltrece          | Federico Bal & Laurita Fernández  | Ailén Bechara                    | Cinthia Fernández Gisela Bernal                  |
| 11                                 | 31      | 30 de mayo de 2016      | 19 de diciembre de 2016  | Eltrece          | Pedro Alfonso & Florencia Vigna   | Ezequiel "Polaco" Cwirkaluk      | María del Cerro Federico Bal & Laurita Fernández |
| 12                                 | 28      | 29 de mayo de 2017      | 18 de diciembre de 2017  | Eltrece          | Florencia Vigna                   | Federico Bal & Laurita Fernández | Lourdes Sánchez Hernán Piquín                    |
| 13                                 | 21      | 3 de septiembre de 2018 | 20 de diciembre de 2018  | Eltrece          | Julián Serrano & Sofía Morandi    | J Mena                           | María del Cerro Micaela Viciconte                |
| 14                                 | 26      | 30 de abril de 2019     | 16 de diciembre de 2019  | Eltrece          | Nicolás Occhiato                  | Florencia Vigna                  | Karina Federico Bal & Lourdes Sánchez            |
| La Academia                        | 34      | 17 de mayo de 2021      | 10 de diciembre de 2021  | Eltrece          | Noelia Marzol                     | Agustín Sierra                   | Candela Ruggeri Celeste Muriega                  |
| 15                                 | 30      | 4 de septiembre de 2023 | 29 de enero de 2024      | América TV       | Fiorella "Tuli" Acosta            | Noelia Marzol                    | Alexis Quiroga Lourdes Sánchez                   |
| Bailando 20 años (Temporada final) | -       | Cancelado               | Cancelado                | América TV       |                                   |                                  |                                                  |

## Cambio de reglas
- Duelo

En la versión original y en las primeras tres ediciones las parejas con los dos puntajes más bajos se sometían al voto telefónico, luego de repetir los bailes realizados en la semana, a través de una coreografía de 1 minuto de duración, y finalmente se daba a conocer el resultado del público.
A partir de la cuarta temporada, emitida en 2007, las parejas con los tres puntajes más bajos se someten al voto telefónico. Posteriormente, los participantes volvían a bailar. Mínimamente quedan tres parejas sentenciadas y fueron once la mayor cantidad de parejas sentenciadas hasta el momento. El jurado "salva" a su criterio a las parejas que habían mejorado hasta dejar solo dos. Así el resultado del público determina quién continua en el certamen.
- Reemplazos

En el formato original, si un participante es reemplazado en más de dos galas, ese participante queda como titular, impidiendo el regreso del participante original.
En Argentina, los reemplazos estaban permitidos en cualquier momento del concurso, ya sea por lesiones, enfermedad, viajes u otro motivo, pudiendo extenderse esto la cantidad de galas que sea necesario.
A partir del año 2011, en instancias finales no se permitían los reemplazos, a excepción de algún caso extremo considerado por la producción. Sin embargo, a partir de 2014 solo se contemplan los reemplazos ante casos de extrema urgencia como lesiones a último momento que impidan bailar o alguna enfermedad importante, no pudiendo extenderse esto por más de dos galas. Además, en caso de renuncia por parte del famoso, los 3 integrantes del equipo quedan eliminados. 
En la versión original, los coreógrafos no pueden bailar reemplazando a alguno de los miembros de la pareja, y si esto sucede el jurado no puede puntuarlos. Sin embargo, en la versión local sí se permite que los coreógrafos bailen en caso de que alguno de los miembros este imposibilitado para bailar a último momento.
- Final

En el formato original se iban eliminando parejas hasta llegar a las tres finalistas, que en el programa final se iban eliminando hasta llegar al ganador.
En la versión argentina, se eliminan las parejas hasta tener las cuatro finalistas. A partir de ahí se realiza un sorteo para que las parejas se enfrenten entre ellas. De esta manera se llevarán a cabo dos semifinales en dos programas distintos, resultando de cada una un ganador que se enfrentarán en la final y de ahí saldrá el campeón.

## Controversias
El programa, a través de los años, ha sido varias veces tildado de machista y discriminatorio.

### Corte de polleras
Desde el 2006, hasta aproximadamente el año 2011, en ciertos ritmos, Marcelo Tinelli (Conductor del programa) tenía la costumbre de cortar las polleras de las bailarinas. Este corte, era hecho de manera sugestiva, y acompañado por comentarios de índole sexual y planos de cámara que exhibían el trasero de la mujer participante. Si bien contemporáneamente no era una práctica que la gran mayoría cuestionaba, con el pasar de las ediciones se dejó de lado. El propio Marcelo, en años posteriores, declaró sentirse avergonzado de haberlo hecho.

### Stripdance y caño
Ambos ritmos, en los que se exigía una exposición altamente sexual, han sido foco de críticas hacía el programa. La exhibición de desnudez llevó a la realización de varias denuncias de los organismos de regulación de contenidos audiovisuales tales como el Comfer, o el posterior AFSCA. Estás denuncias estuvieron particularmente relacionadas con el baile del caño de Nazarena Vélez en 2007, y con el baile de Stripdance de Cinthia Fernández en 2011. En ambos casos, las mujeres quedaron completamente desnudas, lo que se consideró demasiada desnudez para el medio televisivo.

### Bailando Kids
En 2009, a modo de hacer una versión infantil del certamen de baile, se transmitió Bailando por un sueño Kids. El Comité Argentino de Seguimiento y Aplicación de la Convención Internacional sobre los Derechos del Niño (Casacidn) denunció el segmento ante el Comfer, por considerar que se daba una “manipulación de los niños, que son expuestos como objetos de consumo y diversión de los adultos por un programa que los trata como adultos y les pide que actúen como tales; que promueve una inconveniente erotización de ellos”. Por otro lado, el entonces Ministro de trabajo Carlos Tomada, definió al segmento como “La peor expresión de trabajo infantil”. Este tipo de críticas, sumado a no cumplir con el rating esperado, llevó al rápido final del programa y a no realizar otra edición.